# نجف أباد (نائين)
نجف‌ أباد هي قرية في مقاطعة نائين، إيران. عدد سكان هذه القرية هو 12 في سنة 2006.